# El Gato Negro (musique)
Pour les articles homonymes, voir El Gato Negro.
El Gato Negro, de son vrai nom Axel Matrod, est un chanteur et multi-instrumentiste français. Inspiré par la musique d'Afrique de l'Ouest et d'Amérique latine, son premier album est sorti en 2012.
La « pop subtropicale » d'El Gato Negro est le fruit de ses voyages. On retrouve ainsi des rythmes de cumbia, salsa, soukouss, boléro ou d'Afro trap mélangés à de la musique électronique contemporaine sur lesquels les paroles sont en français, en wolof ou en espagnol.
Il était accompagné pour les premiers albums de la chanteuse, guitariste, clarinettiste et compositrice Irina González, du percussionniste Pablo Congas, du contre-bassiste Yo BigBass, du trompettiste Blue Benson et du tromboniste Paco Jones.

## Biographie
Originaire du quartier Croix-Daurade à Toulouse, El Gato Negro rêvait d'être chanteur dès son enfance. À ses 18 ans, il traverse pour la première fois l'Atlantique et découvre au Brésil la culture latine et l'espagnol. S'ensuivent plusieurs années de voyage à jouer dans la rue en Andalousie, dans le métro à Barcelone où il se lie d'amitié avec Manu Chao, puis en Amérique latine, du Mexique à l'Argentine. C'est à la fin du voyage à Buenos Aires que le musicien autodidacte rencontre Irina González, musicienne professionnelle cubaine avec qui il se mariera. De retour en France, avec Irina, il rassemble quatre autres musiciens pour former le sextet avec qui il a enregistré son premier album.
En 2015 sort leur deuxième album, "Cumbia Libre", puis "Ouvre la porte" en 2019.
Pour son quatrième album, "Tigre qui pleure", El Gato Negro a invité sa famille musicale : Florian Pellissier, Kumar, Orchestra Baobab, le pianiste Cucurucho Valdés, Pat Kalla, Cyril Atef, iZem et Djeuhdjoah & Lieutenant Nicholson.

## Discographie

### Albums studio
Moins festif et plus jazz et hip-hop que les précédents, cet album a été enregistré à Dakar réalisé par le producteur Guts. La tournée réunit Salif Diarra, Mary May et Pablo Senties.